# Moše Gafni
Moše Gafni, hebrejsky משה גפני‎ (* 5. května 1952 Bnej Brak, Tel Aviv) je izraelský politik a poslanec Knesetu za stranu Sjednocený judaismus Tóry.

## Biografie
Narodil se 5. května 1952 v Tel Avivu. Bydlí v Bnej Brak, je ženatý, má tři děti. Absolvoval náboženská studia na školách typu ješiva. Je předsedou náboženské vzdělávací instituce typu kolel.

## Politická dráha
Je předsedou ultraortodoxní židovské organizace v Negevu a působil jako člen samosprávy ve městě Ofakim. Publikoval v utraortodoxních novinách Jated Ne'eman a Hamodia.
Do Knesetu nastoupil už po volbách roku 1988, ve kterých kandidoval za stranu Degel ha-Tora, v níž zůstal do současnosti, třebaže ve většině pozdějších parlamentních voleb kandidovala tato strana v rámci společné kandidátky střechové organizace Sjednocený judaismus Tóry. Ve funkčním období 1988–1992 působil jako člen výboru House Committee a výboru práce a sociálních věcí. Ve volbách roku 1992 se do Knesetu sice nedostal, ale nastoupil do něj v červnu 1994 coby náhradník. V letech 1994–1996 pak v parlamentu zastával funkci člena výboru House Committee, výboru práce a sociálních věcí a výboru pro drogy, stejně jako vyšetřovací komise pro násilí mezi mládeží. Ve volbách roku 1996 byl přímo zvolen do parlamentu, ale zasedal v něm jen do října 1998. V letech 1996–1998 zastával v Knesetu post člena výboru House Committee, výboru pro státní kontrolu, výboru pro ústavu, právo a spravedlnost, výboru pro zahraniční dělníky a výboru pro jmenování rabínských soudců.
Ve volbách roku 1999 byl zvolen do parlamentu a tentokrát zde setrval po celé funkční období, tedy v letech 1999–2003. V této době předsedal parlamentnímu výboru vnitřních záležitostí a životního prostředí a byl členem výboru státní kontroly, výboru finančního, výboru House Committee, výboru pro zahraniční dělníky, výboru pro jmenování rabínských soudců a výboru vnitřních záležitostí a životního prostředí. Zasedl rovněž ve vyšetřovací komisi pro obchod se ženami. Ve volbách roku 2003 byl opětovně zvolen do Knesetu, kde pak v letech 2003–2006 pracoval jako člen výboru státní kontroly a výboru pro vzdělávání, kulturu a sport. Byl tehdy předsedou parlamentního klubu strany Degel ha-Tora. Mandát obhájil i ve volbách roku 2006. Ve funkčním období 2006–2009 zastával post předsedy vyšetřovací komise pro údržbu hrobky rabína Šim'ona bar Jochaje, komise pro integraci arabských zaměstnanců do veřejného sektoru a komise pro absorpci etiopských imigrantů v Izraeli. Byl členem výboru vnitřních záležitostí a životního prostředí, výboru pro ústavu, právo a spravedlnost a petičního výboru. Za Sjednocený judaismus Tóry byl zvolen do Knesetu i ve volbách roku 2009. Od roku 2009 je předsedou finančního výboru Knesetu, členem překladatelského výboru a výboru pro jmenování rabínských soudců.
V letech 1990–1992 sloužil jako náměstek ministra náboženských záležitostí. Ve volbách v roce 2013 svůj poslanecký mandát obhájil. Mandát obhájil rovněž ve volbách v roce 2015.